# Kanton Saint-Pons-de-Thomières
Kanton Saint-Pons-de-Thomières (francouzsky Canton de Saint-Pons-de-Thomières) je francouzský kanton v departementu Hérault v regionu Languedoc-Roussillon. Tvoří ho devět obcí.

## Obce kantonu
- Boisset
- Courniou
- Pardailhan
- Rieussec
- Riols
- Saint-Jean-de-Minervois
- Saint-Pons-de-Thomières
- Vélieux
- Verreries-de-Moussans